# Mezzolombardo
Mezzolombardo (auch Mezombàrt, deutsch veraltet Welsch-Metz) ist eine italienische Gemeinde (comune) mit 7699 Einwohnern (Stand 31. Dezember 2024) in der Provinz Trient, Region Trentino-Südtirol. Die Gemeinde gehört zur Talgemeinschaft Comunità Rotaliana-Königsberg und umfasst mit annähernd 14 km² einen Teil der Rotaliana-Ebene und des Massivs der Paganella. Der Ort am Fuße des Monte Fausior ist besonders für die Herstellung des Teroldego Rotaliano bekannt und ist Sitz der Kellerei Cantina Rotaliana.

## Geographie

### Lage

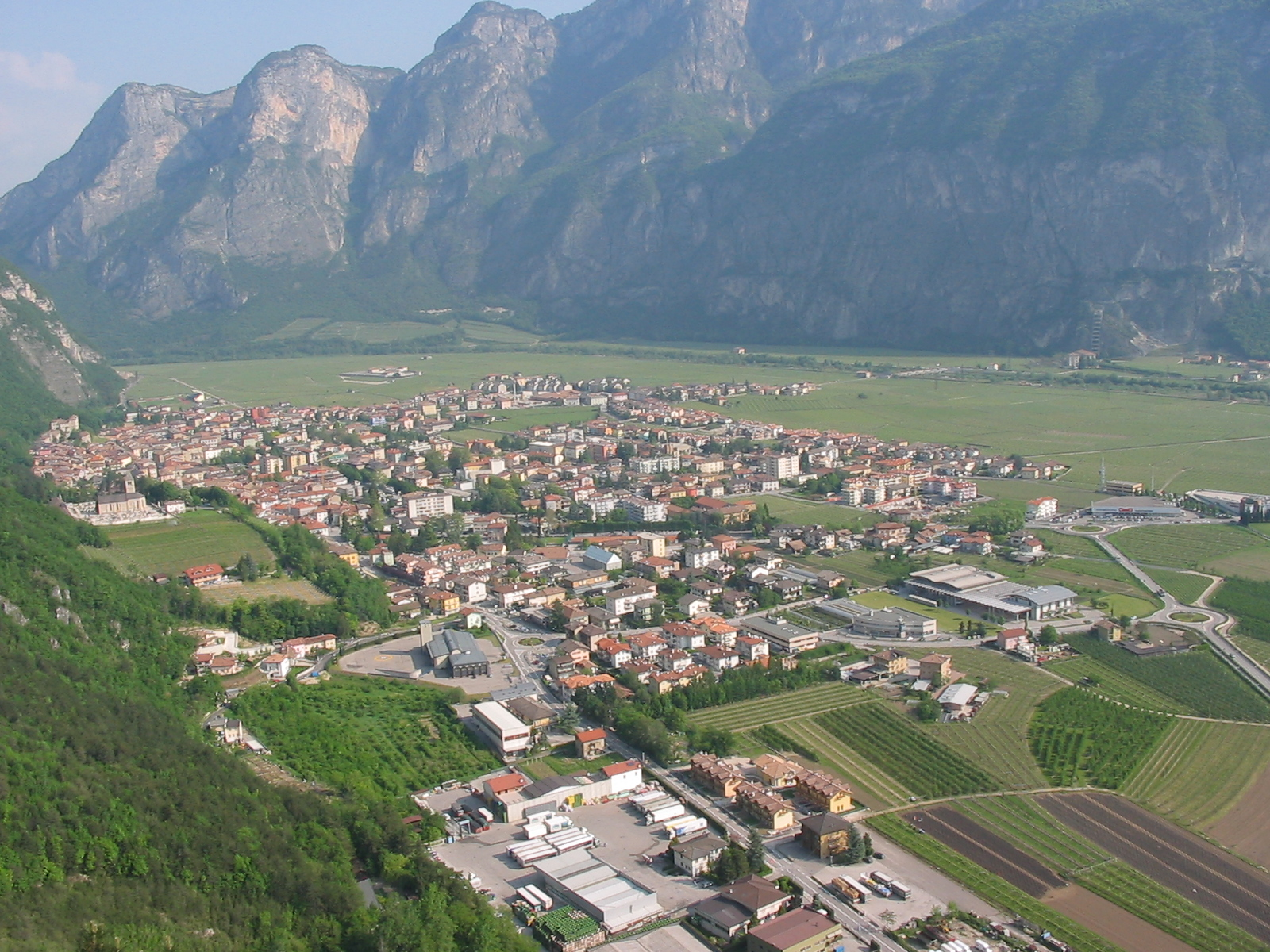
Blick von Süden auf Mezzolombardo

Die Gemeinde Mezzolombardo liegt im Westen der Rotaliana-Ebene am Ausgang des Nonstals in der Provinz Trient, Region Trentino-Südtirol und erstreckt sich über eine Fläche von 13,82 km². Das Gemeindezentrum befindet sich nordöstlich des Paganella Bergmassivs am Fuße des Monte Fausior auf 227 m s.l.m. und wird in der Ebene vom Nonsbach begrenzt. Durch die Fußlage und den sich dadurch ergebenden Anteil an der Rotaliana-Ebene besteht rund ein Viertel des Gemeindegebietes aus Agrarflächen, der Rest sind überwiegend Wälder und sonstige Flächenformen. Der höchste Punkt Mezzolombardos liegt am Doss della Taia auf dem Monte Fausior auf ca. 1357 m, während der tiefste am südlichsten Ende der Gemeinde am Nonsbachufer auf 204 m liegt. Die Nachbargemeinden sind Ton im Norden, Mezzocorona und San Michele all’Adige im Osten, Terre d’Adige und Fai della Paganella im Süden sowie Spormaggiore im Westen.

### Geologie
Das Paganella Bergmassiv und die Nonsberggruppe, deren Ausläufer Mezzolombardo auf drei Seiten umgeben, bestehen zum Großteil aus Kalkstein und Dolomit, die während der Trias und Jura entstanden. Südlich und westlich von Mezzolombardo treten überwiegend hellgraue bis weißliche Kalke der jurazeitlichen Monte Zugna-Formation in Erscheinung. Gen Nordosten erhebt sich der zum südlichen Mendelkamm gehörende Monte di Mezzocorona, der von Hauptdolomit sowie hellgrauen bis weißen Dolomiten der Schlern-Formation dominiert wird. Den Westen Mezzolombardos in Richtung Etsch kennzeichnen eiszeitliche Ablagerungen in der Rotaliana-Ebene. Der heutige Ortskern von Mezzolombardo liegt auf einem Schwemmkegel, der sich ca. 15 m über den heutigen Talboden erhebt. Die Kirche San Pietro samt Friedhof hingegen befindet sich auf einer kleinen Terrasse aus zementierten Konglomeraten, die 40 m über dem Talboden liegt.

### Gewässer
Mezzolombardo wird von zwei natürlichen Gewässern maßgeblich geprägt. Zum einen wäre da der optisch dominierende Nonsbach (Noce), ein wichtiger Nebenfluss der Etsch, der in weitem Bogen um die Ortschaft fließt und zum Teil auch eine natürliche Gemeindegrenze zu Mezzocorona bildet. Als Trinkwasserlieferant traditionell wichtiger ist aber das Rinnsal Rio di Fai della Paganella (auch als Rio della Valle bezeichnet, im Volksmund meist aber einfach nur Rì genannt), das vom Monte Fausior herab kommend in Richtung Ortschaft fließt. Ursprünglich verlief der Rì quer durch Mezzolombardo, ehe zunehmende Sedimentation ihn langsam aus seinem Bett hob, was in der Neuzeit immer häufiger zu Überschwemmungen zu führen begann. Ab dem späten 17. Jh. versuchte man dem Problem zunächst mit Deichen beizukommen, um seinen Lauf 1836 schließlich überwiegend in den Untergrund zu verlegen und sein Wasser in Kanäle zu leiten.
Zwischen 1849 und 1852 erfolgte die unter der Bevölkerung wesentlich umstrittenere Regulierung des Nonsbaches. Während sein ursprünglicher Lauf ihn bei San Michele in die Etsch münden ließ, sollte das neue künstliche Flussbett den Nonsbach weiter nach Süden ziehen und erst bei Zambana einmünden lassen. Diese vom Staat getragene Maßnahme nahm wenig Rücksicht auf die Bedürfnisse der ansässigen Bevölkerung, die den Verlust von wichtigen Weideflächen hinnehmen musste. Außerdem erforderte das engere Flussbett den Bau wesentlich höherer Deichanlagen als zuvor, wie sich bei den Hochwassern von 1882 und 1966 zeigen sollte.

### Naturschutzgebiete
Mezzolombardos einziges Naturschutzgebiet ist ein schätzungsweise 42–45 ha großes Biotop, das im äußersten Süden der Gemeinde liegt und La Rupe genannt wird. Entstanden ist das Biotop erst während des Hochwassers von 1926 infolge eines Dammbruchs am rechten Ufer des Nonsbaches, der knapp 75 Jahre zuvor in ein künstliches Flussbett gezwungen worden war. Da kaum Anbauflächen verlorengegangen waren und die Kosten den Nutzen eines Uferdamm-Wiederaufbaus wohl überstiegen hätten, wurde kurzerhand beschlossen, den an dieser Stelle unfreiwillig renaturalisierten Nonsbach so zu belassen. In den Folgejahrzehnten vom Menschen weitgehend ignoriert und unberührt, entwickelte La Rupe sich zu einem letzten Zufluchtsort für eine Vielzahl an Wildpflanzen, Fischpopulationen, Insekten und Amphibien (insbesondere die Gelbbauchunke), die aus dem übrigen Etschtal völlig verschwunden sind. Die dichte Artenvielfalt an kleinen Beutetieren bietet nicht zuletzt auch guten Nährboden für Brutvögel wie Stockente, Eisvogel und Seidensänger sowie Watvögel wie den Flussuferläufer. Darüber hinaus vermittelt der an dieser Stelle von kleinen Mäandern und Stillgewässern geprägte Flusslauf eine Ahnung davon, wie das gesamte Etschtal vor den Eingriffen durch den Menschen einmal ausgesehen haben könnte. 1993 schließlich wurde das Biotop durch die autonome Trientner Landesregierung zum Naturschutzgebiet erklärt, welches inzwischen auch ins EU-Netzwerk Natura 2000 aufgenommen worden ist.

### Klima
Das Klima in Mezzolombardo ist durch seine geographische Lage im Etschtal bestimmt. Es ist vor allem durch die Fußlage und die Lage an der Mündung des Nonstals in die Rotaliana-Ebene gekennzeichnet. So gehört das Etschtal zwar mit bis zu 300 Sonnentagen pro Jahr zu den sonnenreichsten Tallagen der Alpen, allerdings verschwindet diese in Mezzolombardo in den Sommermonaten gegen 17 Uhr und in den Wintermonaten gegen 13 Uhr hinter dem Paganella-Bergmassiv. Von selbigem werden auch die etschtaler Winde, insbesondere jene aus dem Süden, weitestgehend abgeschirmt. Kühle Winde aus dem Nonstal sind eher die Regel, wehen aber im Allgemeinen schwach bis mäßig. Von Juni bis August sind abends Sommergewitter zu erwarten, wobei diese in der Regel weniger heftig als im oberen Etschtal ausfallen. Im Herbst fällt knapp ein Drittel des gesamten Jahresniederschlags, während die Wintermonate mit durchschnittlich 3–5 Regentagen pro Monat verhältnismäßig trocken und kalt sind.
|                        | Jan  | Feb  | Mär  | Apr  | Mai  | Jun  | Jul  | Aug  | Sep  | Okt   | Nov   | Dez  |   |       |
| Mittl. Temperatur (°C) | 1,5  | 3,9  | 8,8  | 12,5 | 17,3 | 20,8 | 23,2 | 22,7 | 18,3 | 12,9  | 6,3   | 1,9  | ⌀ | 12,6  |
| Mittl. Tagesmax. (°C)  | 6,2  | 9,4  | 14,8 | 18,4 | 23,5 | 27,2 | 29,9 | 29,4 | 24,5 | 18,3  | 11,0  | 6,0  | ⌀ | 18,3  |
| Mittl. Tagesmin. (°C)  | −3,3 | −1,6 | 2,8  | 6,7  | 11,2 | 14,4 | 16,6 | 16,0 | 12,1 | 7,6   | 1,6   | −2,3 | ⌀ | 6,9   |
|                        |      |      |      |      |      |      |      |      |      |       |       |      |   |       |
| Niederschlag (mm)      | 45,5 | 36,5 | 59,3 | 84,8 | 91,9 | 89,1 | 84,8 | 80,7 | 85,8 | 111,8 | 107,0 | 67,9 | Σ | 945,1 |
|                        |      |      |      |      |      |      |      |      |      |       |       |      |   |       |
| Regentage (d)          | 4    | 3    | 6    | 8    | 9    | 9    | 9    | 8    | 6    | 8     | 7     | 5    | Σ | 82    |

| −3,3 |

| −1,6 |

| 2,8 |

| 6,7 |

| 11,2 |

| 14,4 |

| 16,6 |

| 16,0 |

| 12,1 |

| 7,6 |

| 1,6 |

| −2,3 |

| −3,3 |

| −1,6 |

| 2,8 |

| 6,7 |

| 11,2 |

| 14,4 |

| 16,6 |

| 16,0 |

| 12,1 |

| 7,6 |

| 1,6 |

| −2,3 |

| N i e d e r s c h l a g | 45,5 | 36,5 | 59,3 | 84,8 | 91,9 | 89,1 | 84,8 | 80,7 | 85,8 | 111,8 | 107,0 | 67,9 |
|                         | Jan  | Feb  | Mär  | Apr  | Mai  | Jun  | Jul  | Aug  | Sep  | Okt   | Nov   | Dez  |

## Geschichte

### Altertum
Die frühesten Zeugen menschlicher Tätigkeit in der Rotaliana-Ebene sind mittelsteinzeitliche Funde unter dem Felsschutzdach Dos de la Forca am Fuße des Cornello (Gemeindegebiet Mezzocorona). Dort aufgefundene Speerspitzen und Reste eine Lagerstelle gehen bis in die Mitte des 7. Jt. v. Chr. zurück. In weiterer Folge entwickelte sich eine dauerhafte Siedlung, die bis in die frühe Jungsteinzeit kontinuierlich Bestand haben sollte. Aus dieser Epoche stammen auch die ältesten Spuren menschlicher Sesshaftigkeit auf dem Gemeindegebiet von Mezzolombardo. Diese konnten in einer dünnen Siedlungsschicht unter einem Felsschutzdach nahe der Bauschutt-Deponie Nogarole, südwestlich des heutigen Biotops La Rupe gelegen, nachgewiesen werden. Besondere Bedeutung als archäologische Stätte erlangte Nogarole jedoch vor allem durch die Freilegung bronzezeitlicher Gräber sowie einer Urnennekropole für Säuglinge und Föten, welche allesamt ein klareres Bild von den Bestattungspraktiken jener Zeit ermöglicht haben. Die dazugehörige Siedlung ist auf einem Schuttkegel oberhalb des Biotops La Rupe, welches gen Südwesten ans gleichnamige Gewerbegebiet anschließt, lokalisiert worden. Bronzeschmuck und Gussformen in Glimmerschiefer legen nahe, dass die damalige Bevölkerung neben Viehzucht auch Metallverarbeitung betrieben hat. Wegen Murengefahr musste die Siedlung wohl in der mittleren bis späten Bronzezeit aufgegeben werden. An ihrer Stelle wurde in der frühen Eisenzeit eine stabilere Terrassensiedlung angelegt, die jedoch bereits Mitte des 1. Jt. v. Chr. ebenfalls aufgegeben werden musste. Eine späteisenzeitliche Siedlung bei Fai della Paganella legt die Vermutung nahe, dass ab dem 5. Jhd. v. Chr. kriegerische Aktivitäten zugenommen hatten und Siedlungen in Tallage folglich nicht mehr sicher waren. Eine feste Siedlung in der Rotaliana-Ebene, die nahe dem heutigen Ortszentrum von Mezzocorona freigelegt wurde, lässt sich erst in römischer Zeit wieder nachweisen. Die altrömischen Funde aus dem Gemeindegebiet von Mezzolombardo hingegen beschränken sich überwiegend auf Kleingegenstände wie Münzen und Fibeln, sowie Resten von Begräbnisstätten auf dem Hügel von San Pietro.

### Mittelalter

#### Frühmittelalter
Infolge der Auflösung des weströmischen Reichs und den Wirren zur Zeit der Völkerwanderung stand das Gebiet von Mezzolombardo zuerst unter germanischer, dann unter ostgotischer Herrschaft. Im Zuge des Gotenkriegs durchzogen 536 zunächst die Alemannen sowie wenige Jahre später auch die Franken plündernd das Etschtal und vernichteten dabei wohl die letzten Reste altrömischer Siedlungen, ehe ihre Heerscharen 556 von der oströmischen Armee vertrieben wurden. Mit der Eroberung Italiens durch die Langobarden, wurde das Gebiet 569 unter Ewin, dem neuernannten Herzog von Tridentum, politisch konsolidiert. 577 fielen dann abermals die Franken unter Heerführer Chramnichis übers Nonstal in die Rotaliana-Ebene ein und schlugen dort den langobardischen Grafen Ragilo von Lagaris vernichtend, ehe sie von Herzog Ewin bei Salurn aufgerieben wurden. In weiterer Folge blieb das Gebiet von Mezzolombardo für zwei Jahrhunderte beim Langobardenreich, bis jenes schließlich von Karl dem Großen erobert wurde. Anstelle langobardischer Herzöge leiteten nun fränkische Grafen, welche den Markgrafen von Verona unterstellt waren, die Geschicke der Region um Trient. So verlor diese in den folgenden Jahrzehnten zwar politisch an Bedeutung, entwickelte sich gesellschaftlich aber allmählich zu einem Begegnungspunkt zwischen romanischer und fränkischer Kultur. Im Zuge der Fränkischen Reichsteilungen von 843 und 855 wurde das Gebiet zunächst dem Mittelreich, später Ludwig II. zugeschlagen, ehe 888 die Herrschaft der Nationalkönige begann. Diese endete 951 mit der Niederlage Berengars II. gegen Otto I., woraufhin die Markgrafschaft Verona mit dem Herzogtum Bayern vereinigt wurde.

#### Hoch- und Spätmittelalter
In der regionalen Geschichtsschreibung wird das Jahr 1004 als historischer Wendepunkt hervorgehoben, da Heinrich II. im Zuge einer Gebetsverbrüderung in der Trienter Bischofskirche dem Prälaten Udalrich I. auch die weltliche Gewalt über die Grafschaft Trient übertragen hat. Dies wurde am 31. Mai 1027 von seinem Nachfolger Konrad II. bestätigt; darüber hinaus wurde durch die Einverleibung der Grafschaften Bozen und Vinschgau das Hochstift Trient begründet. Dieses war administrativ in Kirchenvogteien (Gastaldien) unterteilt, denen wiederum lokale Setzrichter (scari) unterstanden, welche ihrerseits Aufgaben der niederen Gerichtsbarkeit erfüllten. Spätestens seit dem Jahr 1210 ist auch die Existenz einer scaria sancti Petri bezeugt, also eines Satzrichter-Amtssitzes auf dem Hügel von San Pietro, welcher über die Bauern der heutigen Ortschaften Mezzolombardo und Fai waltete. Die Scaria wiederum unterstand der Gastaldia di Mezo, die seinerzeit etwa das Gebiet der heutigen Talgemeinschaften Paganella und Rotaliana-Königsberg (mit Grumo, aber ohne San Michele und Lavis) sowie die heutigen Gemeinden Campodenno, Denno und einen Großteil von Predaia umfasste.
In der zweiten Hälfte des 13. Jhds. usurpierte der Graf von Tirol Meinhard II. mit zunehmendem Erfolg gegen die weltliche Macht der Bischöfe von Trient. Dies kulminierte 1271 darin, dass er das gesamte Etschtal bis zur Nonsbachmündung bei Grumo ihrer Verwaltung entzog. Die nun geteilte Vogtei Mezo stand nördlich des Nonsbachs unter der Kontrolle des tiroltreuen Burgherrn von Corona (Mezo di Corona), während der beim Fürstbistum Trient verbliebene Teil vom Hügel San Pietro aus durch einen stellvertretenden Vikar verwaltet wurde. Da von diesem Hügel aus nun die einzige verbliebene Straßenverbindung Trients mit dem Nonstal bewacht wurde, erlangte in weiterer Folge auch die dazugehörige Ortschaft eine wesentlich wichtigere Rolle. Bischof Alexander von Masowien trug diesem Umstand Rechnung und gewährte Mezzolombardo 1426 das Zollrecht. Im Verlaufe des 15. Jhds. war die Verdeutschung von Mezzocorona vermutlich auch so weit fortgeschritten, dass sich in jener Zeit der Toponymwandel von Meçi de Sancto Petro zu Mezolombardo vollzog, wobei -lombardo in diesem Kontext mit italienisch gleichzusetzen ist.

### Neuzeit

#### Frühe Neuzeit
Anfang des 16. Jhds. wurde auch Mezzolombardo vom Bauernkrieg erfasst. So ist vom 16. Mai 1525 überliefert, dass 70 Aufständische aus Mezzocorona und Mezzolombardo erfolgreich die Wegverbindung an der Talenge ins Nonstal (Rocchetta) sowie die Burg Belasi in ihre Gewalt bringen konnten. Erst beim Versuch auch die Burg Braghér einzunehmen konnten die Aufständischen erfolgreich zurückgeschlagen werden. Mitte des Jahrhunderts änderte sich der Umgang mit der gemeinen Bevölkerung schließlich, insofern, als das bis dahin ausschließlich mündlich überlieferte Recht in einer eigenen Charta (Carta di Regola) niedergeschrieben wurde. Diese frühen Ansätze zu einer gerechteren Zivilgesellschaft wurden in den folgenden Jahrzehnten jedoch von diversen Unheilen überschattet. So litt die Bevölkerung von Mezzolombardo 1575 zunächst unter einer Pestepidemie, dann 1590 unter einer Hungersnot und wurde 1630 schließlich wieder von der Pest heimgesucht. Für die Baugeschichte des Ortes besonders einschneidend waren hingegen die Brände von 1635 und 1705, die zusammen praktisch alle mittelalterliche Bausubstanz vernichtet haben. So setzt sich der historische Ortskern fast einheitlich aus Bauten des frühen 18. Jahrhunderts sowie einigen erhalten gebliebenen Gebäuden aus der Mitte des 17. Jahrhunderts zusammen. Darüber hinaus war die frühneuzeitliche Epoche für Mezzolombardo von kleineren Grenzstreitigkeiten mit den Nachbargemeinden um Felder und Weideflächen geprägt, von denen über ein Dutzend dokumentiert sind.

#### Koalitionskriege
Im Zuge des Italienfeldzugs erreichte Napoleon am 6. September 1796 mit seinen Truppen die Rotaliana-Ebene. Tagsdrauf drang ungefähr zur Mittagszeit eine Hundertschaft französischer Soldaten in Mezzolombardo ein, um plündernd durch den Ort zu ziehen. Allerdings konnten diese von österreichischen Dragonern, die sich hinter der Rocchetta verschanzt hatten, zurückgeschlagen werden, ohne dass die Bewohner Mezzolombardos zu Schaden kamen. Am Nachmittag war Napoleon bereits wieder Richtung Bassano abgezogen, um seinen Widersacher Dagobert Sigmund von Wurmser in einer weiteren Schlacht zu stellen. Wenngleich im weiteren Verlauf des Feldzugs die bedeutenden Schlachten außerhalb des Trentino ausgetragen wurden, war die Rotaliana-Ebene in den Wintermonaten zwischen 1796 und 1797 Schauplatz einiger Scharmützel. In deren Folge kam Mezzolombardo mitunter auch unter französische Besatzung, doch wurde die Bevölkerung von weiteren Übergriffsversuchen weitestgehend verschont.
War der Erste Koalitionskrieg für die Region politisch noch ohne Folgen geblieben, hatte der Friedensvertrag des Zweiten Koalitionskriegs den Reichsdeputationshauptschluss und damit das Ende der administrativen Eigenständigkeit des Fürstbistums Trient zur Folge. Damit unterstand ab 1803 auch Mezzolombardo direkt der Grafschaft Tirol, die ihrerseits bereits 1806 als Folge des Friedens von Pressburg dem Königreich Bayern zugesprochen wurde. Während des Tiroler Volksaufstandes von 1809 solidarisierte sich die Bevölkerung von Mezzolombardo mit Andreas Hofer und entsandte eigene Schützenverbände, um am neuerlichen Kampf gegen die Franzosen teilzunehmen. Nachdem der Aufstand niedergeschlagen worden war, wurde Tirol zwischen den Königreichen Bayern und Italien aufgeteilt, wobei Mezzolombardo ans Königreich Italien ging. Im Anschluss an die Befreiungskriege wurde Tirol wiedervereinigt, so dass nach Abschluss des Wiener Kongresses auch Mezzolombardo 1815 zum Kaisertum Österreich kam.

#### Zugehörigkeit zur österreichischen Monarchie
Die ersten Jahre unter österreichischer Verwaltung standen ganz im Zeichen von Flusseindämmungsarbeiten, Regulierung von Abzugsgräben und ähnlichen Hygienemaßnahmen. 1824 wurde in Mezzolombardo das Bezirksgericht eingerichtet, wodurch der Marktflecken sich wieder zu einem administrativen Mittelpunkt innerhalb der Rotaliana-Ebene zu entwickeln begann. Mit der Eröffnung einer Dampfspinnerei im Jahre 1832 hielt schließlich auch die Industrialisierung Einzug. Neben der konventionellen Textilindustrie blühte Mitte des 19. Jahrhunderts auch die Seidenraupenzucht, wodurch nochmals Arbeitsplätze geschaffen und die Landwirtschaft als wichtigster Wirtschaftszweig abgelöst wurde. Neben den neuen Beschäftigungsfeldern entwickelte sich auch das Vereinswesen ähnlich wie in der übrigen Monarchie. So wurden in dieser Zeit neben einer lokalen Musikkapelle auch eine Freiwillige Feuerwehr sowie diverse Interessens- und Sportvereine gegründet. Dabei wird in der lokalen Geschichtsschreibung die Schaffung des Feuerwehrkorps als besonders wichtiges Ereignis betrachtet, da es neben einer Professionalisierung der Brandschutzmaßnahmen auch die Schaffung einer ganzen Infrastruktur an bis heute sichtbaren Löschbrunnen nach sich gezogen hat.
Gegen 1855, als der Seidenbau in Mezzolombardo sich gerade zu einem blühenden Wirtschaftszweig entwickelt hatte, erreichte die Pébrine-Krankheit Welschtirol. Bereits um 1858 herum waren praktisch alle Seidenspinner der Region von den Erregern befallen. Zwar versuchte man die Seidenkultur im Zuge der 1860er Jahre durch Importe anderer Seide liefernder Tierarten zu retten, jedoch war die Wirtschaft der Monarchie zu jener Zeit durch die Kriege gegen Italien und insbesondere den ungünstigen Ausgang des Deutschen Kriegs zu angeschlagen, um neue Impulse zu fördern. Mit dem 1866 erfolgten Abtreten Venetiens, das vielfach von zweisprachigen Beamten aus dem Trentino verwaltet worden war, verschärften sich kurzfristig sowohl die Steuerlast als auch die ohnehin angespannte Situation auf dem Arbeitsmarkt. Zudem erschwerten die nun erhobenen Zölle an der neuen Staatsgrenze den für die gesamte Region bis dato wichtigen Handel mit den oberitalienischen Städten. Infolge dieser Umwälzungen emigrierten Mitte der 1870er Jahre auch dutzende Familien aus Mezzolombardo in die seinerzeit reichen Staaten Südamerikas, insbesondere Brasilien. Gegen Ende des Jahrhunderts verlagerte sich der Wirtschaftsschwerpunkt wieder hin zum Weinbau. Der lokale Teroldego erlangte auch nördlich der Alpen einen guten Ruf und konnte über die Brennerbahn zügig exportiert werden. Zudem konnte Mezzolombardo zur Jahrhundertwende als Zwischenhalt für Touristen, die ins Nons- und Sulztal unterwegs waren, auch am Fremdenverkehr profitieren.
Die grundsätzlich positive Entwicklung jener Jahre war offensichtlich auch dem Kaiserhaus nicht entgangen. So stattete Franz Joseph I. im Zuge von Manöverübungen in Welschtirol am 30. August 1905 auch Mezzolombardo einen Besuch ab. Der während des knapp dreistündigen Besuchs umjubelte Kaiser lobte Bürgermeister Guido Fiorini für seine Arbeit und nahm sich Zeit, ein Gesuch des Vizebürgermeisters Carlo Ossana anzuhören, der um eine Loslösung vom Bezirk Trient und die Erhebung Mezzolombardos zu einem eigenen Bezirk bat. Dem Gesuch wurde stattgegeben und der Bezirk am 1. August 1906 eingerichtet, wodurch Mezzolombardo später zum Garnisonsort des k.u.k. Feldjägerbataillon Nr. 14 unter dem Kommando des Major Alfred von Hankenstein wurde. Nach dem Ersten Weltkrieg folgte schließlich der Anschluss an das italienische Königreich.

## Bevölkerung

### Bevölkerungsentwicklung und -struktur
Das Gemeindegebiet ist mit einer Bevölkerungsdichte von 510 Einwohnern je km² vergleichsweise dicht besiedelt (zum Vergleich: Die Region Trentino-Südtirol hat 77, Italien 202 Einwohner je km²). Die Einwohnerzahl Mezzolombardos war von 1734 bis 1774, von 1910 bis 1936 sowie von 1981 bis 1991 rückläufig. Die Abnahme zwischen 1870 und 1880 ist vordergründig dadurch zu erklären, dass die pfarramtlichen Verzeichnisse die im Ort geborenen Seelen zählten, jedoch die Zu- bzw. Abgewanderten nicht berücksichtigten. Der plötzliche Anstieg der Bevölkerung von 1936 bis 1951 erklärt sich durch den Zuzug von „Bombenflüchtlingen“ aus den Städten während des Zweiten Weltkrieges. Da dieser Effekt bald verpuffte, wurde die Bevölkerungszahl aus der Zeit vor dem Ersten Weltkrieg erst gegen Ende der 1960er Jahre wieder überschritten. Die markanten Bevölkerungswachstumsraten von 1991 bis 2011 sind einerseits auf den Zuzug von Bewohnern aus den teurer gewordenen Städten Trient und Bozen, andererseits auf den konstanten Zuzug von Ausländern zurückzuführen. So hat sich beispielsweise der Anteil an ausländischer Bevölkerung zwischen 2004 (6,8 %) und 2013 (13,2 %) fast verdoppelt. Die grobe Altersstruktur der Bevölkerung von Mezzolombardo zum 1. Januar 2014 zeigt, dass 65,6 % der Einwohner über 15 und unter 65 Jahre alt sind. 15,7 % der Bevölkerung sind jünger, 18,7 % älter. Der Frauenanteil der Bevölkerung beträgt 51,1 %. Laut Volkszählung 2011 haben 9,1 % der Übersechsjährigen den Abschluss einer Universität (Frauenanteil: 54,9 %), 33,4 % haben die Matura (Frauenanteil: 49,9 %) und 32,2 % haben eine Lehre oder berufsbildende mittlere Schule abgeschlossen (Frauenanteil: 48,1 %). 18,6 % der Übersechsjährigen haben nur einen Pflichtschulabschluss (Frauenanteil: 56,7 %), während 6,2 % ohne Abschluss oder noch in Ausbildung sind (Frauenanteil: 51,3 %).
|  |

### Herkunft und Sprache
Gemäß Volkszählung vom 9. Oktober 2011 sind 87,5 % der Einwohner von Mezzolombardo italienische Staatsbürger. 9,1 % kommen aus anderen europäischen Staaten, während 3,4 % aus außereuropäischen Staaten zugezogen sind. Vom größten Teil der Bevölkerung in Mezzolombardo wird, wie im restlichen Trentiner Etschtal, ein Mischdialekt aus venetischen und lombardischen Einflüssen gesprochen. Unter den Zuzüglern sind Albanisch, Rumänisch und Maghrebinisches Arabisch die häufigsten Umgangssprachen. Ansonsten ist Standarditalienisch die gängige Verkehrssprache.

## Politik
Zieht man die letzten Wahlergebnisse heran, so scheint die Mehrheit der Wählerschaft in Mezzolombardo sehr wechselhaft eingestellt zu sein. Tatsächlich trifft das aber nur für Wahlen auf nationaler und europaweiter Ebene zu, wo sich die Mehrheit der Wähler in der Regel dem gerade landesweit vorherrschenden Trend anzuschließen scheint. So geschah es beispielsweise, dass bei den Europawahlen 2009 Berlusconis PdL noch deutlich die meisten Stimmen einheimsen konnte, um bei denselben Wahlen 2014 zugunsten der PD völlig abzustürzen. Ähnlich ging es bei den Parlamentswahlen 2013 zu, als sich die Wählerschaft gemäß dem landesweiten Trend gleichmäßig zwischen den drei stärksten Parteien aufteilte. Lediglich der ungewöhnlich hohe Prozentsatz für Mario Montis Scelta Civica spiegelte nicht die tatsächlichen Verhältnisse auf gesamtstaatlicher Ebene wider. Auf regionaler und lokaler Ebene hingegen stehen in der Regel wertkonservative Bürgerlisten in der Gunst zahlreicher Wähler weit oben und können sich auf eine solide Stammwählerschaft verlassen. Dieser Trend ist lediglich bei den Kommunalwahlen 2009 durchbrochen worden, als sich ein Mitte-links-Bündnis um die ehemalige Bürgermeisterin Anna Maria Helfer hauchdünn vor den traditionellen Bürgerlisten durchsetzen konnte. Bei den Kommunalwahlen 2015 kehrten die lokalpolitischen Kräfteverhältnisse zur gewohnten Sitzverteilung mit einer breiten wertkonservativen Mehrheit im Gemeinderat zurück.
| Partei                    | Stimmen      | Sitze  |
| ------------------------- | ------------ | ------ |
| Civica Rotaliana          | 601 (19,0 %) | 4      |
| Civica di Mezzo           | 551 (17,5 %) | 4      |
| Civica Mezzolombardo      | 550 (14,4 %) | 3      |
| PD                        | 434 (13,8 %) | 1 (+1) |
| Uniti per Mezzolombardo   | 257 (8,1 %)  | 1      |
| PATT                      | 225 (7,1 %)  | 1      |
| Mezzolombardo, Partecipa! | 212 (6,7 %)  | 1      |
| UPT                       | 163 (5,2 %)  | 0 (+1) |

| Partei             | Stimmen         |
| ------------------ | --------------- |
| PD                 | 1.040 (39,34 %) |
| MoVimento 5 Stelle | 471 (17,82 %)   |
| Forza Italia       | 331 (12,52 %)   |
| Lega Nord          | 242 (9,15 %)    |
| SVP                | 228 (8,62 %)    |

| Partei             | Stimmen       |
| ------------------ | ------------- |
| Civica Trentina    | 747 (26,12 %) |
| PD                 | 427 (14,93 %) |
| PATT               | 351 (12,27 %) |
| Progetto Trentino  | 350 (12,24 %) |
| UPT                | 241 (8,43 %)  |
| MoVimento 5 Stelle | 147 (5,14 %)  |

| Partei             | Stimmen       |
| ------------------ | ------------- |
| MoVimento 5 Stelle | 880 (22,66 %) |
| PD                 | 814 (20,96 %) |
| PdL                | 777 (20,01 %) |
| Scelta Civica      | 669 (17,23 %) |
| Lega Nord          | 270 (6,97 %)  |
| SVP                | 153 (3,94 %)  |

### Verwaltung
Der Gemeinderat (Consiglio comunale) als oberstes Gremium der Gemeinde umfasst derzeit 18 Sitze (von denen einer dem Bürgermeister vorbehalten ist) und wird in der Regel alle fünf Jahre direkt gewählt. Am 11. Mai 2015 wurde Christian Girardi als Kandidat der wertkonservativen Bürgerlisten zum neuen Bürgermeister der Gemeinde gewählt. Zur Wahl musste er gegen zwei Gegenkandidaten antreten, die gesellschaftlich jeweils einem konservativeren und einem liberaleren Mitte-links-Bündnis angehörten. Bei einer Wahlbeteiligung von 67,5 Prozent stimmten auf Anhieb 54,1 Prozent beziehungsweise 1888 Wähler für ihn. Er löste Anna Maria Helfer ab, die sich bei der Wahl 2009 mit einem Vorsprung von 11 Stimmen (50,18 %) in der Stichwahl gegen Francesco Betalli durchsetzen konnte.

### Wappen
Das Wappen der Gemeinde Mezzolombardo zeigt auf blauem Grund zwei sich diagonal überkreuzende Schlüssel aus Gold, die mittig zwischen ihren oberen Enden durch eine fünfzackige antike Krone verziert werden. Über den Symbolen ist in weißen Großbuchstaben die Inschrift M S P zu lesen. Gekrönt wird das Wappen von einer Mauerkrone, wie sie für die meisten italienischen Gemeindewappen typisch ist.
Bei den beiden Schlüssel handelt es sich um eine Stilisierung der Schlüssel Petri, dem die alte Kirche auf dem Hügel San Pietro geweiht ist. Die antike Zierkrone zwischen den Schlüsseln steht für das Alter und die Geschichtsträchtigkeit der Gemeinde, während die Inschrift als Anlehnung auf den mittelalterlichen Namen der Gemeinde Mezo San Pietro (oder lat. Medium Sancti Petrii) zu verstehen ist. Die graue Mauerkrone dient lediglich als heraldischer Hinweis, dass es sich um eine Gemeinde (Comune) und keine Stadt handelt.

## Infrastruktur

### Verkehr
Mezzolombardo liegt abseits der Brennerstaatsstraße, ist aber verkehrstechnisch bis zur Fertigstellung der Schnellstraße SP235 als Durchzugsort ins Nonstal von Bedeutung gewesen.

#### Straßenverkehr
Die Staatsstraße 43 durchzieht Mezzolombardo von Südosten nach Norden und stellt die ehemalige Hauptverbindung zwischen Etsch- und Nonstal dar. Heute weicht die von Trient kommende, zum Teil vierspurig ausgebaute Schnellstraße SP235 über den 2008 eröffneten La Rupe-Tunnel (3,7 km lang) dem Teilstück zwischen Mezzolombardo und San Michele all'Adige aus und mündet erst nördlich der Rochetta-Talenge wieder in die SS43. Zuvor führte die Transitroute ins Nonstal mitten durch den Ort, was sich auf die Luft- und Lebensqualität in Mezzolombardo negativ ausgewirkt hatte.
Über den Nonsbach gibt es insgesamt drei Straßenbrücken: eine im Nordosten entlang einer alten Verbindungsstraße nach Mezzocorona, eine im Süden entlang der Auffahrtsstraße zur SP235 nach Trient, und jene nach Osten entlang der SS43 nach San Michele all'Adige, über die auch der Bahnhof von Mezzocorona zu erreichen ist.

#### Schienenverkehr
Der Bahnhof Mezzolombardo liegt an der eingleisig ausgebauten schmalspurigen Bahnstrecke Trient–Marilleva, über welche wochentags zwischen 6.00 und 21.00 Uhr, zumeist stündlich, Züge verkehren. Bis 1993 existierte 500 m südlich davon ein großes Bahnhofsgelände, welches 1906 eröffnet worden war, das bis 1964 als Kopfbahnhof für die Normalspur-Strecke zum Bahnhof von Mezzocorona und als Anschluss an die Brennerbahn gedient hat. Heute erinnern vereinzelte Schienenrelikte und eine kleine Remise an die einstige Existenz der Verbindung, während das Bahnhofsgelände in Grünflächen, Spielplätze und Sportanlagen umgewandelt worden ist.

#### Öffentlicher Nahverkehr
Vier Buslinien des öffentlichen Betreibers Trentino Transporti führen durch Mezzolombardo und ermöglichen eine umsteigefreie Fahrt nach Trient, Cles, Molveno, Ton und Roveré della Luna. Wichtigster Knotenpunkt des öffentlichen Nahverkehrs ist der Bahnhof Mezzolombardo, an dem getaktete Anschlüsse zwischen verschiedenen Buslinien und der Schmalspurbahn bestehen.

### Versorgung
Seit dem 1. Januar 1998 ist die öffentliche Aktiengesellschaft AIR mit Sitz in Mezzolombardo, deren Anteile von den acht Gemeinden der Talgemeinschaft Rotaliana-Königsberg gehalten werden, dafür zuständig die Infrastruktur für Trinkwasser- und Stromversorgung sowie die Abwasserkanalisation instand zu halten. Bis zum 1. August 2015 gehörte auch die Gasversorgung zu ihren Aufgabenbereichen, allerdings ist dieser Zweig an Dolomiti Reti mit Sitz in Trient abgegeben worden. Die auf dem Gemeindegebiet von Mezzolombardo angezapften Wasserquellen werden ausschließlich zur Bewässerung herangezogen, während das in die Haushalte gespeiste Trinkwasser der Gebirgsquelle Acqua Santa (Gemeinde Spormaggiore) entnommen wird. Die Stromversorgung erfolgt über das vor Ort befindliche Umspannwerk in Via Trento, dessen Bedarf zu von hauseigenen Wasserkraftwerken und Photovoltaikanlagen gedeckt wird, wobei bei Engpässen Strom aus dem staatlichen Netzwerk angekauft werden kann. Die Reinigung der Abwässer hingegen erfolgt über die Kläranlage von Mezzocorona.
Für die medizinische Grundversorgung stehen den über 7000 Einwohnern von Mezzolombardo gegenwärtig (Stand: 30. August 2015) 8 Hausärzte, eine Kinderärztin und eine Apotheke zur Verfügung. Bis 2010 bestand vor Ort auch ein Krankenhaus, welches die Talgemeinschaften Rotaliana-Königsberg und Paganella als Einzugsgebiet hatte, ehe es am 26. Januar als einsturzgefährdet eingestuft und umgehend evakuiert wurde. Ein Jahr später wurde es schließlich abgerissen, ohne dass zu jenem Zeitpunkt konkrete Pläne für einen Neubau bestanden hatten. Im Frühjahr 2013 wurden schließlich Mittel in Höhe von 28 Millionen Euro für einen Neubau bewilligt und im Herbst selben Jahres die Pläne für selbigen präsentiert. Diese von der Bevölkerung als schleppend empfundene Entwicklung war auch eine der zentralen Wahlkampfthemen der konservativen Bürgerlisten, die bei den darauffolgenden Gemeinderatswahlen einen Erdrutschsieg verbuchen konnten.

### Abfallwirtschaft
Für die Sammlung von Verpackungen aus Glas, Metall, Papier und Kunststoff stehen an 26 öffentlichen Sammelstellen rund 100 Container zur Verfügung. Bio- und Restmüll werden in Müllsäcken in jedem Haushalt gesammelt und im zweiwöchentlichen Rhythmus abgeholt, Bioabfall wöchentlich. Die Annahme von Sperrmüll sowie die Entsorgung von Problemstoffen wird über das am südlichen Ende des Wohngebiets der Gemeinde liegende Wertstoff-Sammelzentrum abgewickelt.

### Bildung
In Mezzolombardo gibt es einen öffentlichen Kindergarten, eine Grundschule und eine Mittelschule, die ausschließlich die eigene Gemeinde als Einzugsgebiet haben. Darüber hinaus wird auf dem Istituto di Istruzione Martino Martini, welches auch die angrenzenden Gemeinden zum Einzugsgebiet hat, die Möglichkeit geboten sowohl eine Gymnasialausbildung in den Fachrichtungen „Klassische Wissenschaften“, „Angewandte Wissenschaften“ und „Humanistische Wissenschaften“, als auch eine Berufsschulausbildung technischer oder wirtschaftlicher Fachrichtung zu erlangen. Eine öffentliche Bibliothek gegenüber dem Grundschulgebäude ergänzt das Bildungsangebot.

## Wirtschaft

### Wirtschaftsstandort Mezzolombardo
Die Gemeinde Mezzolombardo bewirbt sich selbst in erster Linie als Weinbauort und sieht in der autochthonen Rebsorte Teroldego Rotaliano wirtschaftlich ihr wichtigstes Aushängeschild. Tatsächlich ist der Weinbau der konstanteste und geschichtsträchtigste Wirtschaftszweig der Gemeinde, während beispielsweise Zollerhebung, Handwerkertum, Seidenraupenzucht oder Metallverarbeitung nach intensiven Blütezeiten einen drastischen Niedergang erlebten. Seit den 1990er Jahren versuchte sich Mezzolombardo mit dem Gewerbegebiet La Rupe auch als Industriestandort zu etablieren. Nach einigen Jahren Rezession wird La Rupe durch seine günstige Verkehrslage dank vergleichsweise niedriger Immobilienpreise und gewerblicher Steuererleichterungen seitens der Provinz seit einigen Monaten für Unternehmen wieder attraktiver.

### Arbeitsmarkt
In der Gemeinde waren zum Stichtag 9. Oktober 2011 insgesamt 3286 Arbeitsfähige ansässig, wobei die Arbeitslosenquote 6,6 % betrug, bei einer Jugendarbeitslosigkeit von 24,12 %. Etwas mehr als die Hälfte der Beschäftigten muss zum Arbeitsplatz in eine andere Gemeinde pendeln. Bemerkenswert ist, dass im Zuge der letzten Volkszählung mehr als ein Viertel aller Beschäftigten (873 Personen) keine genauere Auskunft über die Art ihrer Erwerbstätigkeit geben wollten. Abgesehen davon dominierten laut Volkszählung der Industriesektor mit 767 Beschäftigten (24,99 %) sowie Handel und Gastgewerbe mit 683 Beschäftigten (22,25 %). Nur 319 Beschäftigte (10,39 %) gaben an im Dienstleistungssektor tätig zu sein, 236 Beschäftigte (7,69 %) in der Landwirtschaft und schließlich 191 Beschäftigte (6,22 %) in den Bereichen Kommunikation und Logistik.

## Sport

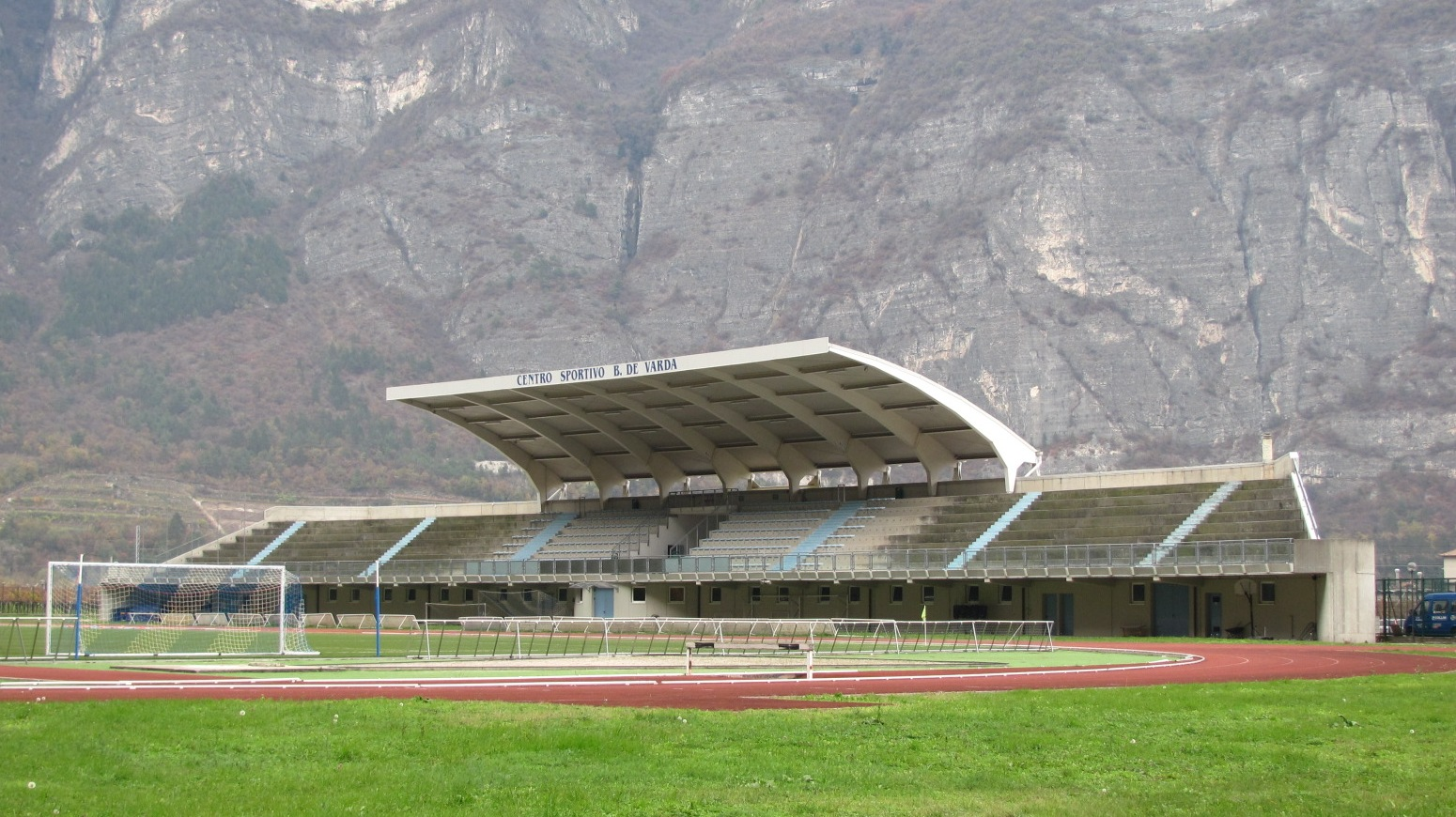
Das Bruno de Varda-Stadion

### Sportstätten
Ein großer Teil der Sportstätten ist an der nördlichen Ortsausfahrt konzentriert. Außer dem Centro Sportivo Bruno de Varda, einem Leichtathletikstadion mit Rundlaufbahn und Flutlichtanlage, befinden sich dort auch die alte kommunale Sporthalle, eine Tennisanlage mit drei Sandplätzen und einer Indoor-Halle, ein Rugby-Feld, sowie eine Boccia-Anlage. Das Bruno de Varda-Stadion ist die Heimstätte des Fünftligisten ASD Rotaliana und wurde im Oktober 2003 mit einem Freundschaftsspiel gegen Chievo Verona feierlich eröffnet. Derzeit bietet es 320 überdachte Sitzplätze, wobei bei Bedarf weitere unüberdachte montiert werden können.

## Persönlichkeiten
- Johann Michael von Spaur und Valör (1638–1725), Fürstbischof von Trient
- Arturo De Varda (1859–1944), Chemiker
- Enzo Perlot (1933–2002), Diplomat
- Alessandro „Sandro“ Pellegrini (1938–1998), Politiker
- Roberto Calovi (* 1963), Radrennfahrer
- Andrea Pizzini (* 1977), Filmemacher